# Ústav makromolekulární chemie (budova)
Ústav makromolekulární chemie je výzkumná a administrativní budova na Břevnově v Praze 6, Heyrovského náměstí 1888/2. Byla postavena v letech 1960–1964 podle návrhu architekta Karla Pragera. Budova je sídlem Ústavu makromolekulární chemie Akademie věd České republiky a od roku 2000 je kulturní památkou.

## Historie a popis
Budova ústavu je umístěna za tramvajovou smyčkou, která je zakončením ulice Na Petřinách (hlavní třídy sídliště Petřiny). Sestává ze dvou vzájemně spojených, na sebe kolmých křídel. Nižší dvoupodlažní křídlo tvoří mírný oblouk a je v něm umístěn vstup do areálu se širokým nástupním schodištěm a proskleným respiriem, knihovna, zasedací a přednáškový sál, jídelna s bufetem, místnosti vedení ústavu a další pomocné provozy. Kolmo na něj navazuje výškové křídlo s laboratořemi, umístěnými na obou stranách kolem střední chodby. Ta je tvořena částečně pevnými stěnami, ale především vestavěnými skříněmi, mezi nimiž jsou niky se vstupními plně prosklenými dveřmi; chodba ja tím dostatečně prosvětlena. Jednotlivé pracovní místnosti jsou navzájem odděleny lehkými skříňovými příčkami, které lze podle potřeby posunovat.
Poprvé v Československu byly při stavbě použity některé moderní konstrukční a architektonické přístupy, jako např. stropní konstrukce s bezprůvlakovou betonovou hřibovou deskou, variabilní systém skříňových příček Gama a především lehká závěsová fasáda, vyrobená jako prototypová série v novém výrobním závodu v Boleticích nad Labem podle patentu, na němž se výrazně podílel Karel Prager. Charakter fasády byl inspirován fasádami staveb Ludwiga Miese van der Rohe: železobetonový skelet objektu nese skleněné stěny, na nichž se v pravidelném rastru střídají čiré a zelené tabule o síle 8 cm. Spáry mezi nimi jsou zakryty aluminiovými lištami. Boční stěny jsou obložené keramickou mozaikou (z úsporných důvodů nebyla provedena původně navržená umělecká výzdoba).
Je to jedna z prvních staveb, v nichž se česká architektura rozešla se stylovými prostředky socialistického realismu a ve výrazu, v materiálovém a konstrukčním řešení se hlásila k moderní architektonické tvorbě (podobně jako např. Bruselský pavilon a restaurace, pavilon Z v Brně, plavecký stadion v Podolí).

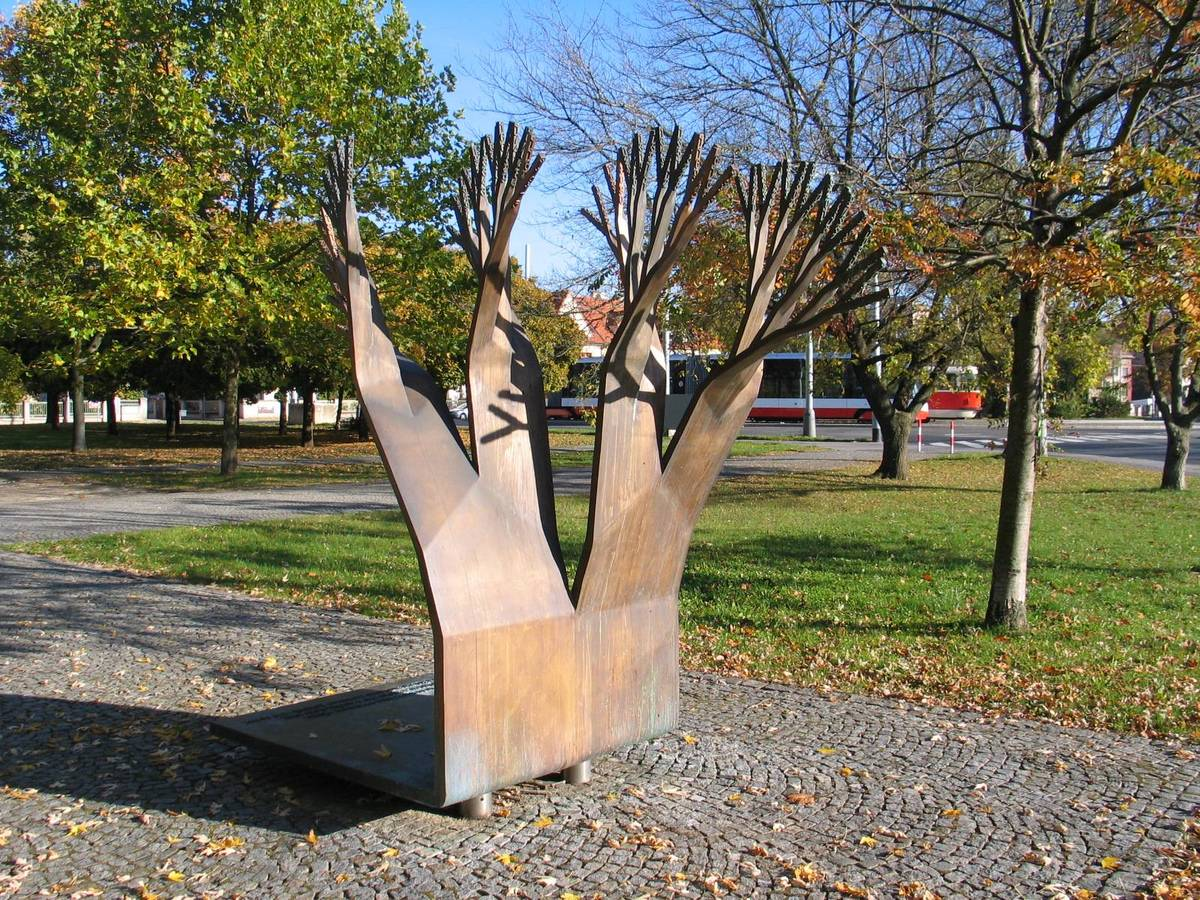
Plastika Strom vědění

Na konečné podobě a vybavení budovy se podílel i tehdejší ředitel ústavu Otto Wichterle a jeho sestra, sochařka Hana Wichterlová.
V přízemních prostorách vstupního křídla vznikla už v roce v roce 1972 výstavní galerie (tzv. Makráč). 
V devadesátých letech byla stavba z energetických důvodů rekonstruována podle projektu Miloše Pavlíka.
Do parku před budovou byla v roce 2005 jako připomínka památky Otto Wichterleho umístěna dvoumetrová bronzová plastika od sochaře Michala Gabriela, která symbolizuje strom vědění; na každé větvi stromu je číslo některého Wichterlova patentu, kterých bylo celkem 64.